# Aufgabestempel
Ein Aufgabestempel (auch: Abgangsstempel, Annahmestempel, Auflieferungsstempel) ist ein Begriff aus der Philatelie und entspricht im Allgemeinen dem Tagesstempel bzw. Ortsdatumsstempel (Poststempel). Er wird von der jeweiligen Postanstalt der Sendung bei der Auflieferung aufgedrückt. 
In der Regel wird der Stempel dabei zur Markenentwertung genutzt, kann aber auch als Nebenstempel dienen.
Laut Grallert gibt es Aufgabestempel in Großbritannien ab 1661, in Frankreich ab 1694 und bei der Post von Thurn-und-Taxis ab 1725.
In Hannover wurden Aufgabestempel im Jahre 1816 eingeführt.